# Julius Hedvall
Jakob Julius Hedvall (i riksdagen kallad Hedvall i Göteborg), född 25 juli 1886 i Gullereds församling, Älvsborgs län, död 7 augusti 1968 i Göteborg (Härlanda), var en svensk stationskarl, senare byråföreståndare och politiker.
Hedvall var ledamot av andra kammaren 1919–1931, invald i Göteborgs stads valkrets.